# Миньор (стадион)
Вижте пояснителната страница за други значения на Миньор.
Стадион „Миньор“ е комплекс от футболен терен, трибуни и сгради. Тук играе своите домакински мачове футболен клуб ПФК Миньор (Перник).
Преди да бъде построен стадион „Миньор“", на негово място е имало друго игрище от подравнена сгурия, на което футболните клубове от Перник и областта са играели своите мачове. Последният двубой, който се провежда на този терен е през 1951 г. срещу украинския Шахтьор (Донецк). През същата година започва изграждането на новия стадион „Миньор“. Докато върви строежът, футболният клуб играе своите срещи на игрището в кв. „Бела вода“, при бившия концентрационен лагер, който се е намирал в местността. Първоначално основните строители на стадиона са били редови граждани и ученически бригади, които давали доброволни трудови наряди. Впоследствие се включват и специални строителни войски, които привеждат съоръжението в завършен вид.
Откриването на стадион „Миньор“ се състои на 30 май 1954 г. На церемонията присъстват множество генерали, партийни дейци и спортисти. Лентата за откриването прерязва лично армейски генерал Иван Михайлов. Първият изигран мач на новия стадион, Миньор губи от ВМС с 1:2.
През годините съоръжението е наименувано стадион „Георги Димитров“ и „Стадион на мира“, за да се стигне до днешното име стадион „Миньор“. Капацитетът, проектиран при построяването е 19 000 места, 6000, от които седящи. В наши дни, след редица реконструкции, трибуните на стадион „Миньор“ побират около 6000 зрители. Предстои да се изготвят проекти за цялостна реконструкция и обновяване на съоръжението.